# Adelitas Way (álbum)
Adelitas Way  es el primer álbum de la banda de rock alternativo Adelitas Way. Fue lanzado en 2009 por Virgin Records. Es el primer y único álbum con el guitarrista Chris Iorio antes de salir de la banda unos meses después del lanzamiento del álbum. Una edición limitada autografiada folleto se incluye al reservado y que el álbum en www.newburycomics.com. El álbum ha vendido más de 85 000 copias, y más de 400 000 copias.

## Desarrollo
Escribiendo para el álbum comenzó a finales de 2008, y poco después el guitarrista Keith Wallen y el bajista Derek Johnston se unió de manera de Adelitas alineación. Algunas de las canciones del disco fueron escritas antes de que la banda firmó con Virgin Records . La canción "To All You", que estaba en uno de sus demos finalmente fue reescrito y el nombre de "Derailment" en el álbum.

## Lista de canciones
Todas las canciones escritas y compuestas por Rick DeJesus and Brian Howes, except where noted. 
| N.º | Título                                                   | Duración |  |
| 1.  | «Invincible» (DeJesus, Chris Iorio, Dave Bassett)        | 3:10     |  |
| 2.  | «Scream» (DeJesus, Iorio)                                | 3:34     |  |
| 3.  | «Dirty Little Thing» (DeJesus, Iorio, Marti Frederiksen) | 3:31     |  |
| 4.  | «Last Stand»                                             | 3:44     |  |
| 5.  | «Hate Love»                                              | 2:50     |  |
| 6.  | «So What if You Go» (DeJesus, Iorio, Pierre Paquet)      | 4:18     |  |
| 7.  | «Closer to You» (DeJesus)                                | 3:36     |  |
| 8.  | «Just a Little Bit»                                      | 3:19     |  |
| 9.  | «All Falls Down» (DeJesus)                               | 3:53     |  |
| 10. | «My Derailment»                                          | 3:36     |  |
| 11. | «Brother» (DeJesus)                                      | 5:04     |  |

## Personal
- Rick DeJesus  - voz principal
- Chris Iorio - guitarra líder
- Keith Wallen  - guitarra rítmica, coros
- Derek Johnston - bajo
- Trevor "Tre" Stafford - batería, percusión